# CP869
CP869 (Code page 869, CP 869, IBM 869, OEM 869) je znaková sada používaná pod operačním systémem MS-DOS pro psaní řečtiny.
Byla navržena aby obsahovala všechny znaky z ISO 8859-7.
CP869 nebyla tak populární jako CP737.

## Rozložení znaků v sadě
Je zobrazena pouze horní polovina tabulky (kódy 128 až 255), spodní polovina (0–127) je obyčejná kódová tabulka ASCII.
| ## | .0     | .1     | .2     | .3     | .4     | .5     | .6    | .7    | .8     | .9     | .A     | .B     | .C     | .D     | .E     | .F     |
| -- | ------ | ------ | ------ | ------ | ------ | ------ | ----- | ----- | ------ | ------ | ------ | ------ | ------ | ------ | ------ | ------ |
| 8. |        |        |        |        |        |        | Ά 386 | Ά 386 | · B7   | ¬ AC   | ¦ A6   | ‘ 2018 | ’ 2019 | Έ 388  | ― 2015 | Ή 389  |
| 9. | Ί 38A  | Ϊ 3AA  | Ό 38C  | Ό 38C  | Ό 38C  | Ύ 38E  | Ϋ 3AB | © A9  | Ώ 38F  | ² B2   | ³ B3   | ά 3AC  | £ A3   | έ 3AD  | ή 3AE  | ί 3AF  |
| A. | ϊ 3CA  | ΐ 390  | ό 3CC  | ύ 3CD  | Α 391  | Β 392  | Γ 393 | Δ 394 | Ε 395  | Ζ 396  | Η 397  | ½ BD   | Θ 398  | Ι 399  | « AB   | » BB   |
| B. | ░ 2591 | ▒ 2592 | ▓ 2593 | │ 2502 | ┤ 2524 | Κ 39A  | Λ 39B | Μ 39C | Ν 39D  | ╣ 2563 | ║ 2551 | ╗ 2557 | ╝ 255D | Ξ 39E  | Ο 39F  | ┐ 2510 |
| C. | └ 2514 | ┴ 2534 | ┬ 252C | ├ 251C | ─ 2500 | ┼ 253C | Π 3A0 | Ρ 3A1 | ╚ 255A | ╔ 2554 | ╩ 2569 | ╦ 2566 | ╠ 2560 | ═ 2550 | ╬ 256C | Σ 3A3  |
| D. | Τ 3A4  | Υ 3A5  | Φ 3A6  | Χ 3A7  | Ψ 3A8  | Ω 3A9  | α 3B1 | β 3B2 | γ 3B3  | ┘ 2518 | ┌ 250C | █ 2588 | ▄ 2584 | δ 3B4  | ε 3B5  | ▀ 2580 |
| E. | ζ 3B6  | η 3B7  | θ 3B8  | ι 3B9  | κ 3BA  | λ 3BB  | μ 3BC | ν 3BD | ξ 3BE  | ο 3BF  | π 3C0  | ρ 3C1  | σ 3C3  | ς 3C2  | τ 3C4  | ΄ 384  |
| F. |  AD    | ± B1   | υ 3C5  | φ 3C6  | χ 3C7  | § A7   | ψ 3C8 | ΅ 385 | ° B0   | ¨ A8   | ω 3C9  | ϋ 3CB  | ΰ 3B0  | ώ 3CE  | ■ 25A0 | A0     |